# Chirixalus simus
Chirixalus simus és una espècie d'amfibi que viu a Bangladesh, Índia i, possiblement també, a Bhutan.
Està amenaçada d'extinció per la pèrdua del seu hàbitat natural.